# Arrien-en-Bethmale
 Arrien-en-Bethmale  là một xã ở tỉnh Ariège, thuộc vùng Occitanie ở phía tây nam nước Pháp.